# Комаров Віктор Нойович
Ві́ктор Но́йович Комаро́в (рос. Ви́ктор Но́евич Комаро́в, {1924, Ростов-на-Дону — пом.18 березня 2001, Москва) — російський радянський та російський письменник-фантаст, вчений-астроном, а також автор-науково-популярної літератури та журналіст.

## Біографія
Віктор Комаров народився у Ростові-на-Дону. Деякий час майбутній учений та письменник жив разом із родиною у станиці Мілютинській. Пізніше Віктор Комаров жив у Москві, де закінчив фізико-математичний факультет Московського університету. Після закінчення університету Віктор Комаров працював у Московському планетарії, де був головою астрономічної секції. Окрім наукової роботи, Віктор Комаров займався популяризацією науки, є автором близько 50 науково-популярних та науково-художніх книжок, переважно астрономічної та атеїстичної тематики. Найвідомішими з його науково-популярних та науково-художніх книжок є «Що таке чудеса?», «Нова цікава астрономія», «Цікава астрофізика», «Шляхи до таємниці». Віктор Комаров був членом Академії космонавтики імені Ціолковського та Міжнародної академії ноосфери.
Помер Віктор Комаров 18 березня 2001 року в Москві.

## Літературна творчість
Першим літературним твором Віктора Комарова став роман «Слідами Невідомого», написаний ним у співавторстві з Аріадною Громовою, який вийшов друком у 1959 році, в якому описується знахідка в Гімалаях марсіанського космічного корабля. У доробку письменника більше 30 фантастичних оповідань, переважно на атеїстичні та астрономічні теми, які він часто робив частиною своїх науково-популярних книжок. Два оповідання Комаров написав у співавторстві з Віктором Шрейбергом. Також Віктор Комаров є автором фантастичної повісті «Божий суд».
У 60-80-х роках ХХ століття Віктор Комаров був членом творчого колективу письменників і художника, який публікував науково-фантастичні твори під псевдоніном Павло Багряк. До цього колективу, крім Комарова, входили Валерій Аграновський, Ярослав Голованов, Володимир Губарєв, Дмитро Біленкін і художник Павло Бунін, який ілюстрував книги видані під цим псевдонімом. Цей творчий колектив створив романи «П'ять президентів» (який складається із чотирьох повістей «Хто?», «Перехрестя», «П'ять президентів», «Перевертень») і «Фірма пригод», а також повість «Сині люди». Усі ці твори написані в жанрі науково-фантастичного детектива, та присвячені критиці тогочасного капіталістичного суспільства. Колектив також написав сценарій до фільму «Нові пригоди барона Мюнгаузена», проте він так і не був опублікований. Після смерті в 1987 році Дмитра Біленкіна колектив авторів розпався.

## Переклади
Твори Віктора Комарова перекладені багатьма мовами світу, зокрема англійською, німецькою, чеською, словацькою, французькою, угорською, польською, китайською та багатьма іншими. Українською мовою опубліковано ряд науково-фантастичних оповідань письменника.

### Романи
- 1959 — По следам неведомого (у співавторстві з Аріадною Громовою)а

### Повісті
- 1974 — Божий суд

### Оповідання
- 1961 — Блуждающая частота (у співавт. з В. Ф. Шрейбергом)
- 1964 — Электронный бог
- 1966 — Отступление хроноса (у співавт. з В. Ф. Шрейбергом)
- 1968 — Душа
- 1968 — Яблоки падают всегда!
- 1970 — Все может быть…
- 1972 — Переворот откладывается
- 1972 — Черная бездна
- 1972 — Эксперимент
- 1972 — Сюрприз
- 1973 — Этюдное решение
- 1974 — Решение
- 1975 — Сказки
- 1976 — Если бы знать заранее…
- 1976 — Круг
- 1978 — Сценарий для Вселенной
- 1978 — Тупик
- 1981 — Шалун
- 1982 — Двойная сенсация
- 1984 — Райская ловушка
- 1985 — Оставался один час
- 1986 — Стечение обстоятельств
- 1986 — В ожидании чуда
- 1988 — Неудачник
- 1988 — Четвертый закон
- 1988 — Слепая удача
- 1988 — Игра природы
- 1989 — Правило перевода
- 1990 — Адвокаты дьявола
- 1990 — Я этого не знал
- 1990 — Приговор
- 1992 — Ни «да», ни «нет»

### Науково-популярні твори
- 1955 — Наука о строении Вселенной
- 1956 — Как астрономы изучают небесные тела
- 1957 — Движения звёзд
- 1958 — Материал в помощь лектору: Советские искусственные спутники Земли
- 1959 — Космические полеты и их атеистическое значение
- 1960 — Чудесные явления на небе
- 1961 — Будет ли конец мира?
- 1961 — Путь в космос открыт
- 1961 — Советский человек в космосе
- 1963 — Космос, бог и вечность мира
- 1964 — По ту сторону тайны
- 1966 — Человек и тайны вселенной
- 1966 — Наступление продолжается
- 1967 — Свершение мечты
- 1968 — Увлекательная астрономия
- 1968 — Сегодня вечером
- 1971 — Загадка будущего
- 1972 — Астрономия в СССР
- 1972 — Неисчерпаемость материи и современное естествознание
- 1972 — Новая занимательная астрономия
- 1972 — Спор с самим собой
- 1974 — По следам бесконечности
- 1974 — Вопреки здравому смыслу?
- 1975 — Беседы о религии и атеизме
- 1976 — Раскрывая тайны природы
- 1977 — Рядом с неведомым
- 1978 — В звездных лабиринтах
- 1979 — Атеизм и научная картина мира
- 1979 — Вселенная видимая и невидимая
- 1979 — Методика подготовки и чтения популярных лекций по естественнонаучной тематике
- 1979 — Московский планетарий
- 1982 — Что такое чудеса?
- 1982 — Покой нам и не снился…
- 1983 — Новая занимательная астрономия
- 1983 — Человек познающий
- 1984 — Занимательная астрофизика
- 1985 — Приглашение к звездам
- 1986 — Быть мудрым без бога!..
- 1987 — Оглянись вокруг…
- 1987 — Астрономия и мировоззрение
- 1988 — Непримиримое противостояние
- 1988 — Наука и миф
- 1989 — В космическом зеркале
- 1990 — Человек в мироздании
- 1990 — Путь к тайне
- 1997 — Диалоги не о Боге
- 1999 — Тайны космических катастроф
- 1999 — Занимательная астрономия
- 2001 — Час звездочета
- 2000 — Тайны пространства и времени
- 2001 — Чего мы не знаем о Вселенной
- 2002 — Увлекательная астрономия